# Festival Internacional de Cine de Viena

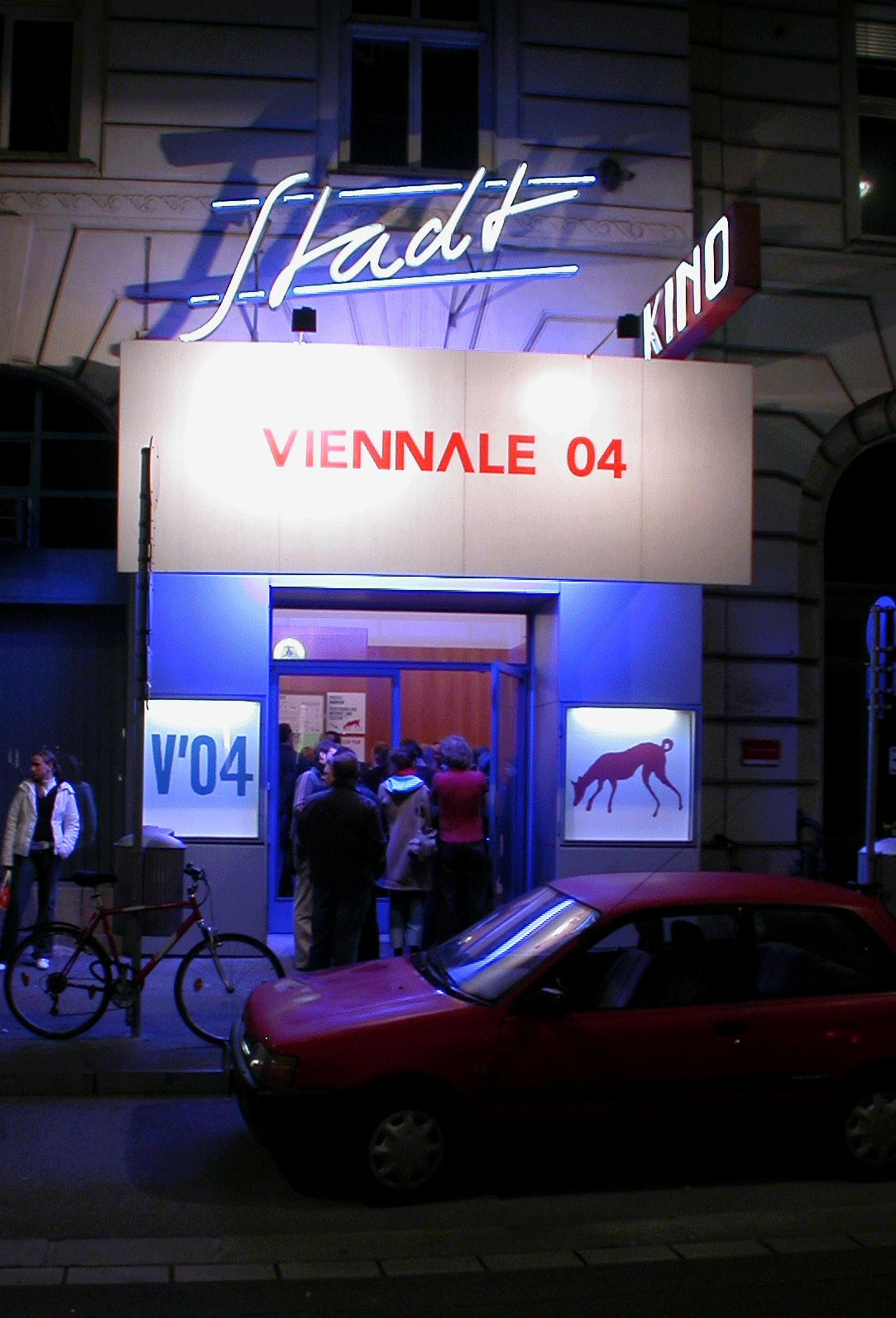
La sala Stadtkino durante la Viennale de 2004.

El Festival Internacional de Cine de Viena o Viennale es un festival de cine que tiene lugar en Viena, Austria, todos los meses de octubre desde 1960. El promedio de público asistente al festival cada año es de 75.000 personas. Las salas donde tradicionalmente ha tenido lugar el festival son Gartenbaukino, Urania, Metro-Kino, Filmmuseum y Stadtkino, gestionadas por el Künstlerhaus de Viena. Al finalizar el festival se entrega el Premio de Cine de Viena.
Además de nuevas películas de géneros cinematográficos tradicionales, el festival abarca también cine experimental, cine documental, cortometrajes y miniseries.
El festival organiza una retrospectiva histórica sobre el cine cada año junto al Museo del Cine de Austria, así como programas especiales, tributos y homenajes a individuos e instituciones internacionales relacionadas con el cine.
Durante el festival, el Premio Fipresci es galardonado por críticos internacionales de cine, y otro premio es concedido por los lectores del periódico austríaco Der Standard.
El programa del festival incluye galas, eventos especiales y celebraciones, así como debates y encuentros entre los invitados internacionales y el público asistente local.